# Thilo Gosejohann

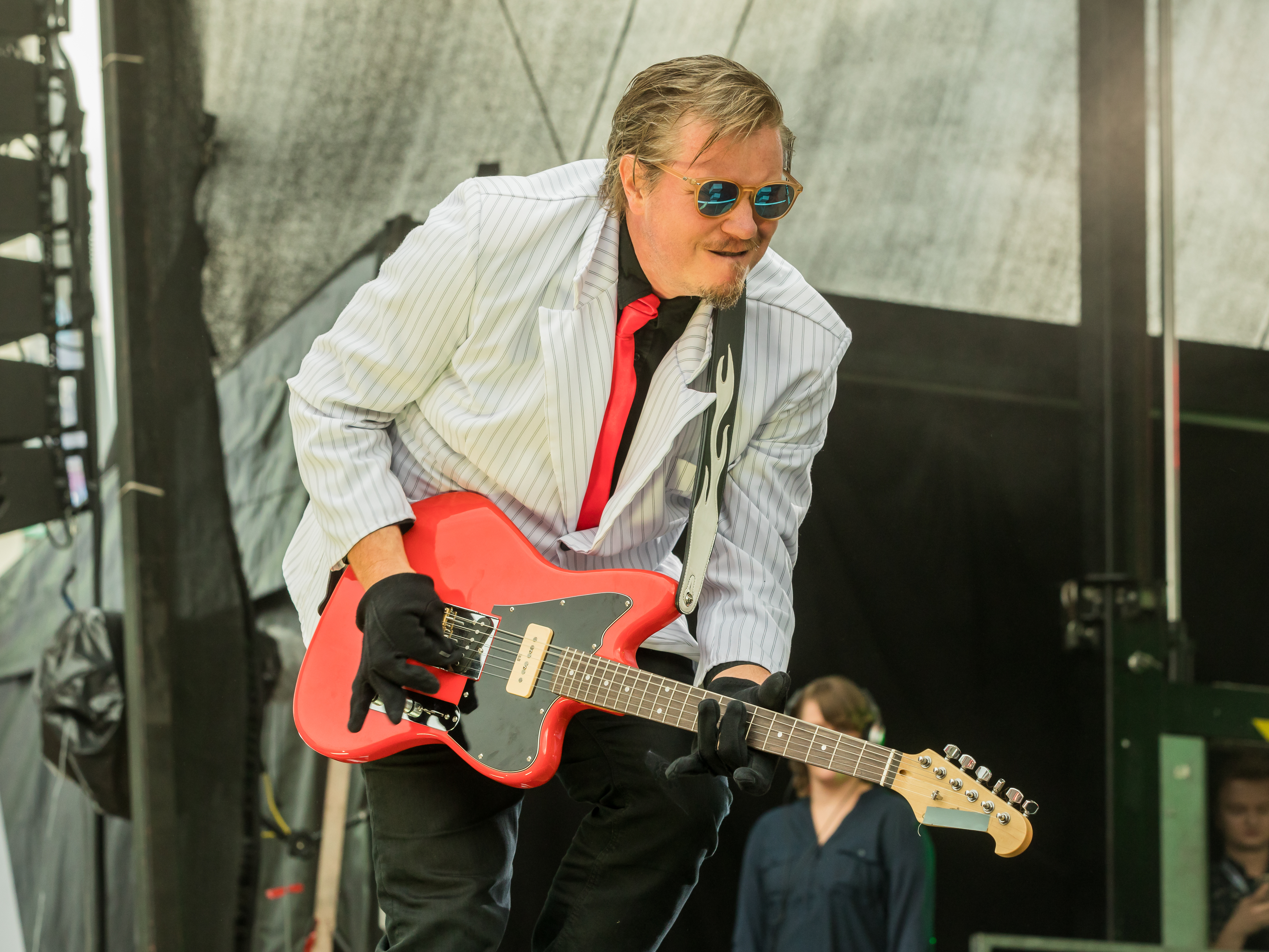
Thilo Gosejohann als Gitarrist der Band Tippy Toppy auf dem Cologne-Pride-Fest 2021

Thilo Gosejohann (* 2. Juli 1971 in Gütersloh-Niehorst) ist ein deutscher Regisseur und Kameramann. Sein Bruder ist der Moderator und Comedian Simon Gosejohann.

## Leben
Thilo Gosejohann wurde in der Untergrundszene mit seinen Neverhorst-Projekten und Amateurfilmen bekannt, die er zwischen 1990 und 2000 regelmäßig mit seinen Freunden und seinem Bruder Simon inszenierte. Darunter war auch der Film Master of the Fist, der bei dem Nachwuchsfilmfestival Werkstatt für junge Filmer (heute Werkstatt der Jungen Filmszene) anlief.
Während seines Studiums zum Kameramann an der FH Dortmund bei Adolf Winkelmann wurde Gosejohann durch seinen Trashfilm Captain Cosmotic und dessen Ausstrahlung auf VIVA Zwei als Regisseur bekannt. Im Anschluss entstand die Filmkomödie Operation Dance Sensation. In seiner Tätigkeit als Fernsehregisseur entstanden die Shows Comedystreet, Elton vs. Simon und die auch auf ProSieben laufende Mockumentaryserie Alles in Ordnung – Mit dem Wahnsinn auf Streife. Gosejohann inszenierte für Comedy Central Deutschland die Sendung Para-Comedy und wirkte zusammen mit seinem Bruder an dessen Format Comedystreet mit.
Für die heute-show im ZDF realisiert er die Einspielfilme.
Mit seinem Bruder Simon hat er seit dem 26. November 2019 den Podcast Die Gosejohanns. Erst mit dem Untertitel Mittelalte weiße Männer, ab Folge 18 als Piratensender Niehorst.
Gosejohann lebt mit Frau und Tochter in Köln.

## Filmografie (Auswahl)
| Regisseur & Kameramann (Neverhorst) - 1990: Kraven - 1990: Kraven 2 - 1990: Avis – The Movie - 1991: Kraven 3 - 1991: Kraven 4: Beginning of the End - 1992: Kraven 5: His Final Chapter - 1993: Ghettoforce 2000 - 1993: Apocalypse Night - 1994: Apocalypse Night 2 - 1995: Operation Beauty - 1995: Keine Chance für Mario - 1994: Warmaster - 1995: Der Dieb von Kackdat - 1996: Master of the Fist - 1996: Im Angesicht ihrer Majestät - 1997: Brennpunkt Neverhorst - 1997: Invasion Neverhorst - 1997: Der Cop aus Zamunda - 1998: Captain Cosmotic - 1999: Ingo Jownes und die schlimme Mumie - 2000: 2 wie Katz und Köter - 2001: Lunartic - 2003: Operation Dance Sensation - 2005: Geschichten aus der Grotte (K / R) - 2006: Kraven Redux (K / R) - 2012: Brennpunkt Neverhorst 3 (K / R) | Kameramann & Regie (TV) - 2002: Comedystreet (K / R) - 2003: Freax: Sieg des Triumphes (K) - 2005: Elton vs. Simon (K) - 2005: Alles in Ordnung (1. Staffel) (R) - 2006: Alles in Ordnung? (2. Staffel) (R) - 2010: Old Ass Bastards (1. Staffel) (K) - 2011: Old Ass Bastards (2. Staffel) (K) - 2012: Comedy Street XXL (K / R) Kameramann & Regie (Independent) - 2002: Mörderball (K / R) - 2009: Captain Berlin versus Hitler (K / R) Buch & Regie (Musikvideos) - 2023: Heirate mich (Madsen) (B / R) Schauspieler (Auswahl) - 1995: Keine Chance für Mario - 2000: 2 wie Katz und Köter - 2006: Kraven Redux - 2009: Dead Past - 2012: Comedy Street XXL - 2012: Brennpunkt Neverhorst |

## Hörspiele
- 2008: Operation Nation, WDR, Regie: Leonhard Koppelmann
- 2009: Operation Baader-Heino Komplex, WDR, Regie: Leonhard Koppelmann
- 2011: Operation Endstation, WDR, Regie: Leonhard Koppelmann
- 2012: Multiman jagt Dr. Danger, WDR, Regie: Leonhard Koppelmann
- 2014: Auricula – Ohrwurm des Schreckens, WDR, Regie: Leonhard Koppelmann
- 2017: Heil ho, let's go. Ein Hörspiel mit Die Hitlers nach einer Idee von Tommy Finke, WDR, Regie: Leonhard Koppelmann
- 2020: Baggergeddon, WDR, Idee & Regie: Thilo Gosejohann
- 2025: Heavysaurus, Europa

## Podcast
- ab 2019: Die Gosejohanns: Mittelalte weiße Männer (bis Folge 17), Piratensender Niehorst, zusammen mit Simon Gosejohann